# Xylotrupes gilleti
Xylotrupes gilleti es una especie de escarabajo rinoceronte del género Xylotrupes, familia Scarabaeidae.
Se distribuye por las islas Tanimbar, Indonesia. Los machos miden aproximadamente 40-65 milímetros de longitud y las hembras 40 milímetros. Es un insecto que se mantiene activo en la noche.